# Jelení hora (Karkonosze)
Jelení hora (niem. Löwenberg) – szczyt w Karkonoszach w obrębie masywu Czarnego Grzbietu.

## Opis
Jelení hora położona jest w bocznym odgałęzieniu odchodzącym ku południowi od wierzchołka Czarnej Kopy. Oddziela on Lví důl i Jelení důl na zachodzie od doliny Male Úpy.

## Wody
Masyw odwadniany jest przez lewe dopływy Úpy. Północne zbocza odwadnia Seidlova strouha, prawy dopływ Male Úpy, wschodnie Malá Úpa, zachodnie Jelení potok, również jej prawy dopływ.

## Roślinność
Wierzchołek i stoki porośnięte lasami, głównie monokulturą świerkową. Ostatnimi laty zostały one w znacznej mierze wycięte. Resztki lasu pozostały w okolicy wierzchołka.

## Ochrona przyrody
Cały masyw leży w obrębie czeskiego Karkonoskiego Parku Narodowego (Krkonošský národní park, KRNAP).

## Turystyka
Szczyt i cały masyw jest niedostępny dla turystów.
Niedawno wokół niego wyznaczono   żółty szlak turystyczny z przysiółka Dolní Malá Úpa do przysiółka Horní Malá Úpa, będących częściami miejscowości Malá Úpa, ale wkrótce go zamknięto.